# John FitzRoy (9e duc de Grafton)
Jean-Charles William Fitzroy, 9e duc de Grafton (1er août 1914 - 4 août 1936), est un pair britannique, connu de 1918 à 1930, en tant que comte d'Euston.

## Biographie
Il est le fils aîné de William FitzRoy, vicomte Ipswich (lui-même fils aîné du Alfred FitzRoy (8e duc de Grafton) et de sa première épouse, Margaret Rose Smith) et sa femme Auriol Margaretta Brougham. Il fait ses études à Trinity College, Cambridge. Lorsque son père meurt dans un accident d'avion en 1918, Il devient l'héritier de son grand-père et lui succède en 1930.
Le duc est mort âgé de vingt-deux ans, célibataire et sans enfant, après que sa Bugatti se soit écrasée lors d'une course automobile à Limerick, en Irlande. Son duché passe à son cousin, Charles FitzRoy (10e duc de Grafton) ; sa vicomté de Thetford, le comté et la baronnie d'Arlington reviennent à ses sœurs, lady Jane et lady Marie-Rose. La vicomté et le comté restent vacants, mais la suspension de la baronnie a pris fin en 1999, en faveur de la fille aînée de lady Jane, Jennifer.